# پاموک‌کاله
پاموک‌کاله یا پاموق‌قلعه (به ترکی استانبولی: Pamukkale) به معنی «قلعهٔ پنبه‌ای»، محلی با آبگیرهای آب‌گرم طبیعی در استان دنیزلی در جنوب‌غربی ترکیه است.
این محل دارای سنگ آهک متخلخل تراورتن است و آب روان باعث ته‌نشین شدن کانی‌های کربناتی به صورت ایوان‌های مطبق در این ناحیه شده‌است. پاموک‌کاله در منطقه دریای اژه و دره رودخانهٔ مَندَرَس واقع شده‌است که در بیشتر فصول سال آب‌وهوایی معتدل دارد.
مکانی مشابه این منطقه در ایران با نام باداب سورت ساری در شهر ساری وجود دارد، با این تفاوت که در باداب سورت ایوان‌های مطبق به رنگ نارنجی و قرمز هستند.

## مکانهای مشابه
- باداب سورت ساری در ایران
- کانی گڕاوان در ایران
- ایوانهای مطبق سفید و صورتی[۱] در نیوزیلند
- بایشوایتای[۲] در چین
- باگنی سان فلیپو[۳] در ایتالیا
- منطقه سنگ زرد[۴] در ایالات متحده آمریکا
- هیرو ال آگورا[۵] در مکزیک

## نگارخانه

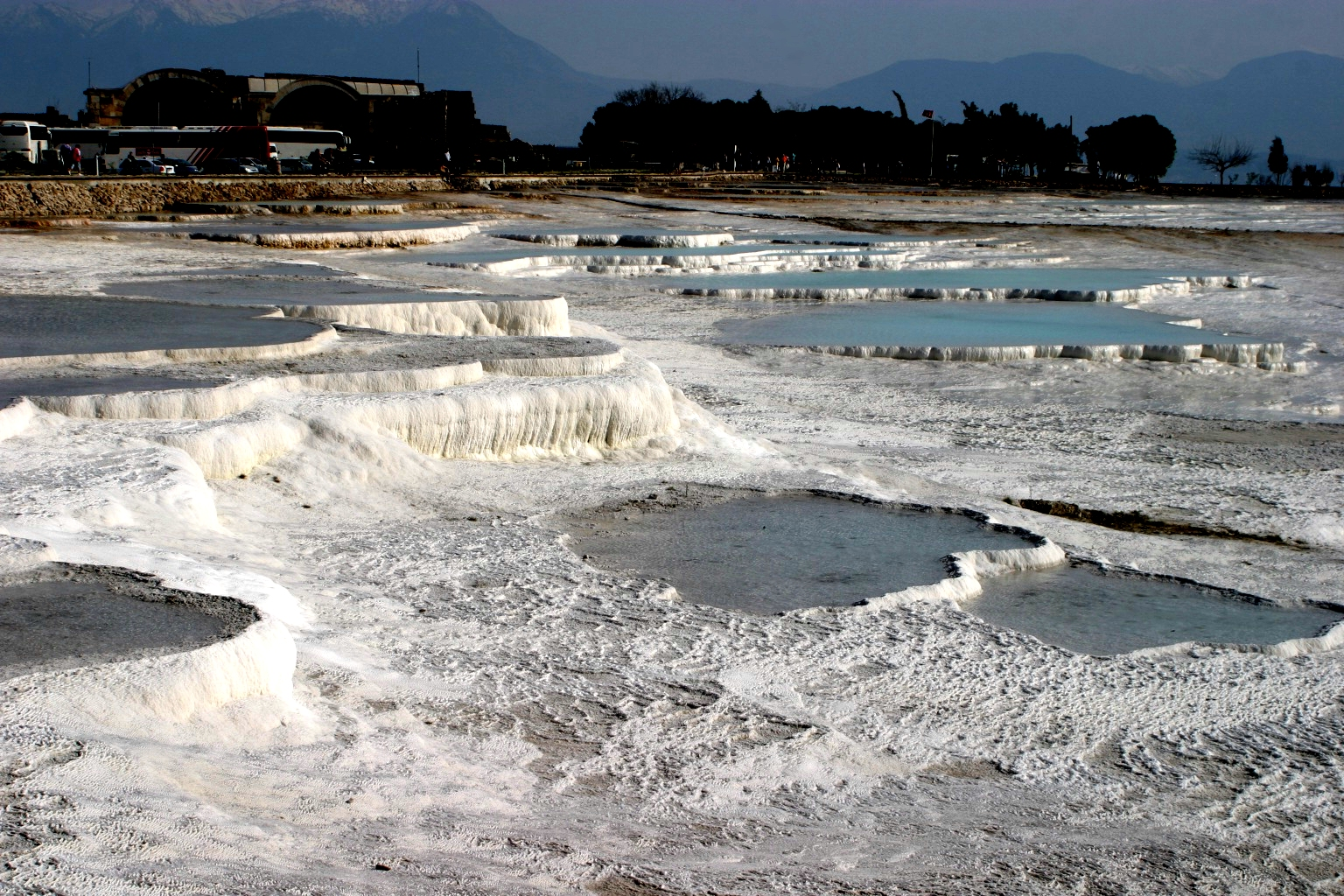
چشمه‌های آب گرم در پاموککاله
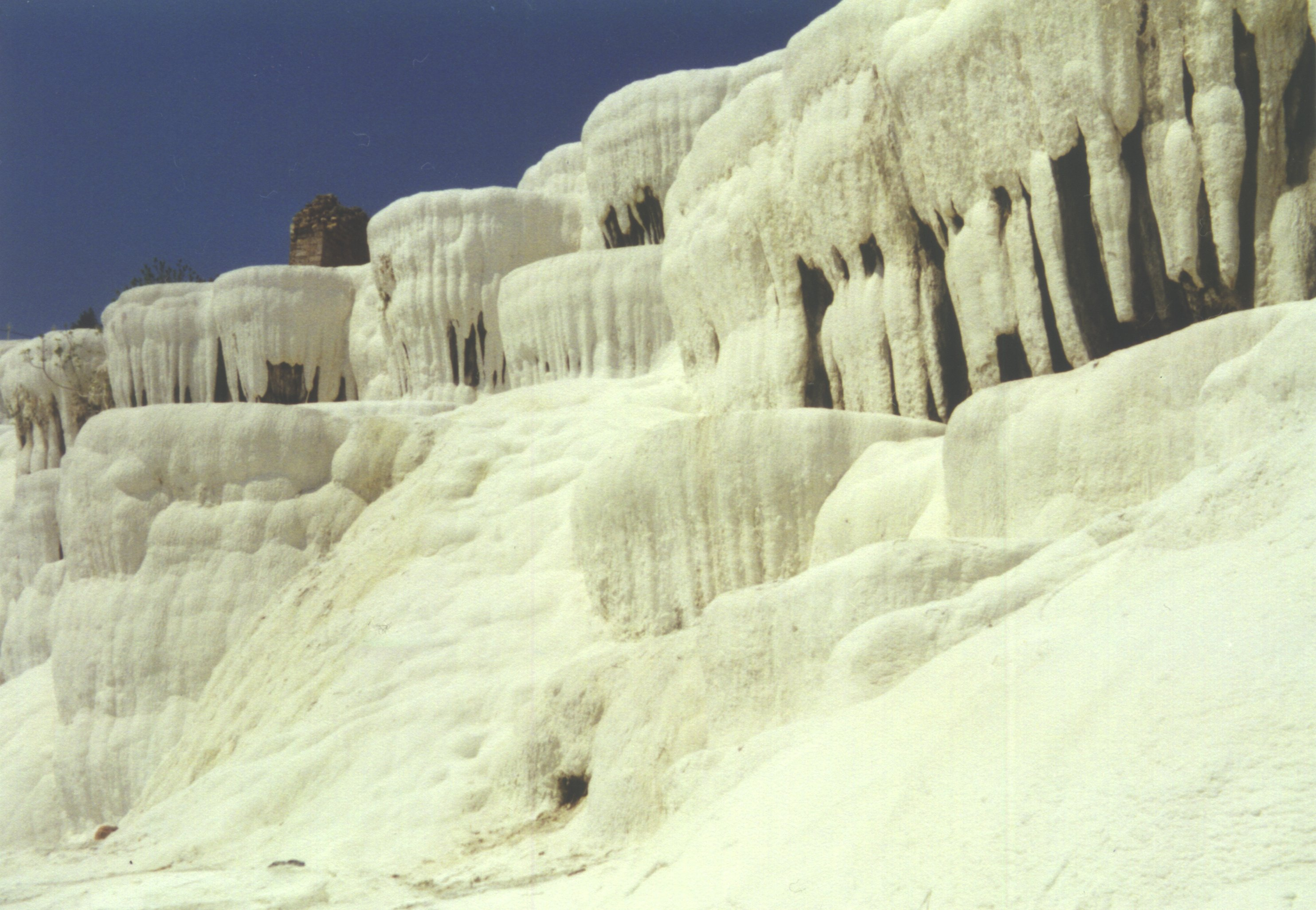
یک دیوار معلق سنگ آهک در پاموککاله
- ویدیوی کوتاه از طبیعت پاموککاله
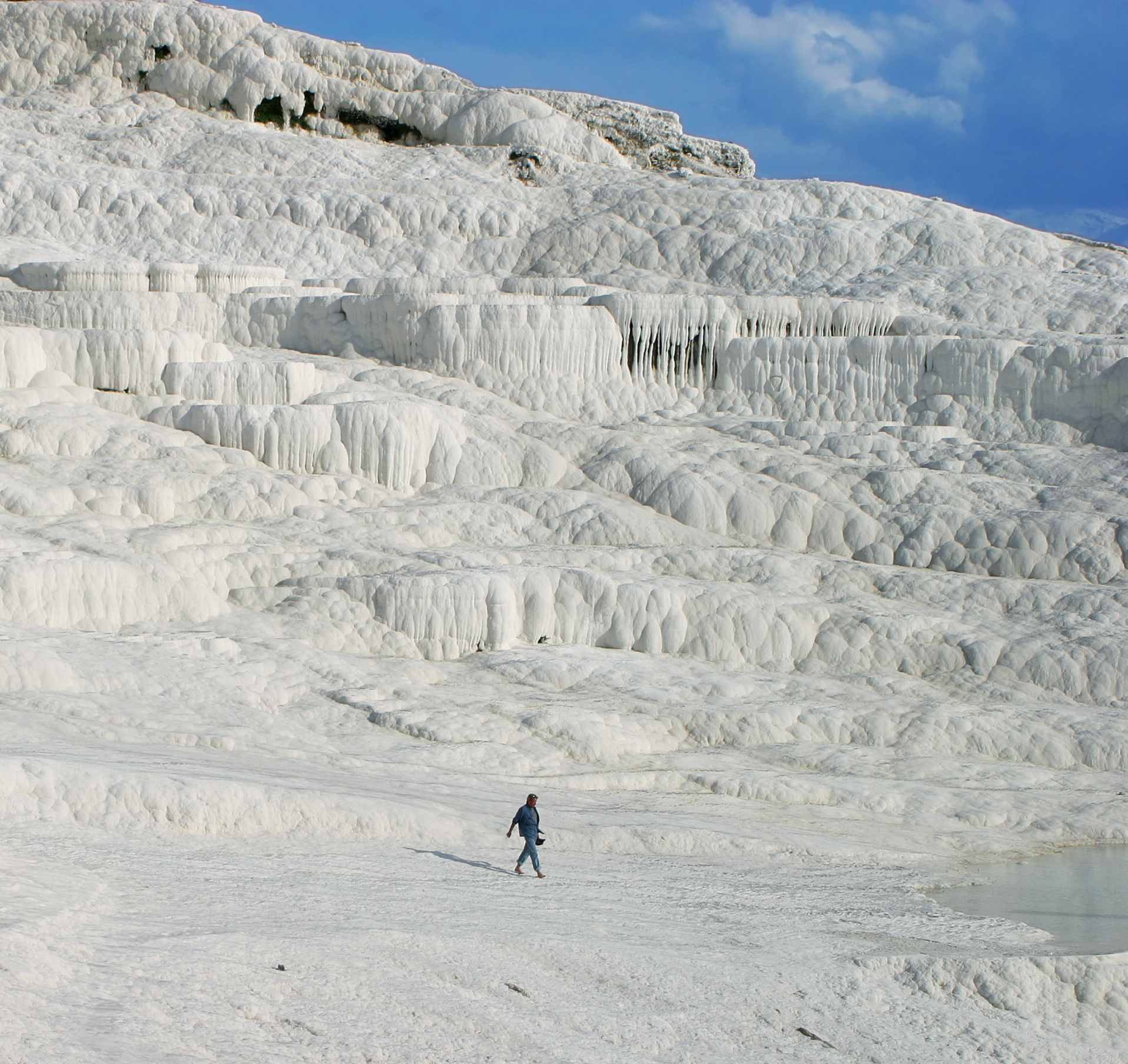
دیوارهای سنگ آهک در پاموککاله